# Cobi
Cobi fue la mascota de los Juegos Olímpicos de Barcelona 1992, creada por el diseñador español Javier Mariscal. Presentada oficialmente el 15 de marzo de 1988, representa a un perro de estilo cubista, inspirado en la raza del pastor catalán (gos d'atura). Su nombre está basado en las siglas del Comité Organizador de las Olimpiadas de Barcelona (COOB).
Aunque al principio tuvo una fría acogida, su popularidad fue creciendo conforme se acercaban los Juegos y terminó convirtiéndose en una de las mascotas olímpicas con más aceptación. La fama que había alcanzado llevó a que se creara una serie de dibujos animados, The Cobi Troupe, en la que compartía protagonismo con su amiga Petra, una niña estilizada sin brazos que a su vez era la mascota de los Juegos Paralímpicos de 1992.

## Historia

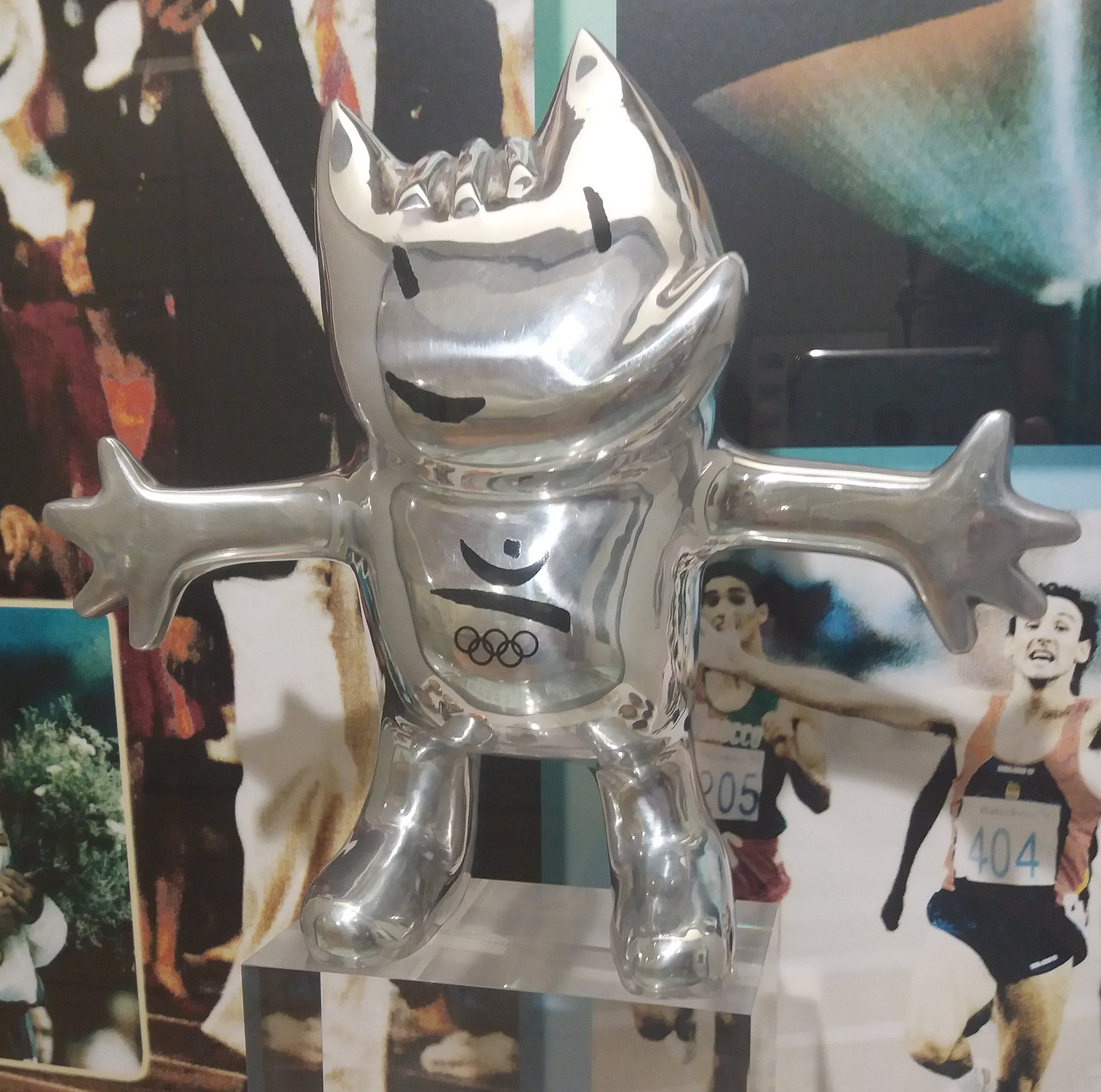
Cobi en la Fábrica Nacional de Moneda y Timbre en Madrid.

Con motivo de los Juegos Olímpicos de Barcelona 1992, el Comité Organizador de las Olimpiadas de Barcelona (COOB) organizó un concurso restringido con jurado profesional para elegir la mascota olímpica.
El diseñador Javier Mariscal se propuso diseñar una mascota que rompiese con la imagen tradicional del símbolo, caracterizado por una imagen dulce y amable. Durante la creación tomó como referencia el garabato de un perro, inspirado en un pastor catalán estilizado y en la corriente vanguardista. En vez de hacer una representación analógica, su diseño se trataba de un perro antropomórfico de color marrón claro, orejas puntiagudas, la nariz hacia un lado con bola negra en la punta, y ojos pequeños. En cierto modo recordaba a un personaje de una de sus primeras obras, el perro Julián de la serie de cómic Los garriris (1973).
En un primer momento, Mariscal había presentado otras tres propuestas: una gamba —posteriormente recuperada para una escultura en el Paseo de Colón—; Petra, a la postre mascota paralímpica, y Palmerito, definido por él mismo como «una palmera con aspecto de negrito punky». Después que el jurado rechazara todas, el consejero delegado del COOB, Josep Miquel Abad, les dio las siguientes consignas:

Llegaron a decirnos que deseaban unas mascotas muy modernas y recuerdo que nos hablaron incluso de objetos como unas gafas o de una ola como posible símbolo. Abad nos añadió entonces dos cosas fundamentales: una, que seria bueno que fuera un «gos d’atura», por ser un perro de origen catalán, y dos, que debía ser algo que los niños pudieran coger con ternura para irse a dormir.

De todas esas pautas saldría Cobi, elegida el 29 de enero de 1988 como mascota oficial de Barcelona 1992. El jurado profesional valoró su informalidad, su carácter rompedor y la capacidad de aplicar formas vanguardistas a un producto de consumo popular.
El 15 de marzo de 1988 tuvo lugar la presentación del logotipo oficial (obra de Josep Maria Trias Folch) y de la mascota, todavía sin nombre. La elección de Cobi y su diseño generaron polémica en los medios de comunicación y entre la población. Tres meses después, el 17 de junio, la Comisión Ejecutiva del COOB anunció que la mascota se llamaría «Cobi», en referencia a las siglas del Comité.
La imagen definitiva de la mascota fue presentada el 24 de agosto, con un ligero rediseño de Josep Maria Trias sobre el original de Mariscal, que le dotaba de mayor simetría, formas más redondeadas y un ligero color beige. Trias también añadió un dedo en cada mano y el logotipo de los Juegos Olímpicos en el pecho. En el mismo acto se mostró también la versión tridimensional del personaje.
Aunque Cobi tuvo un bajo índice de aceptación al principio, con el paso del tiempo se convirtió en un personaje muy popular. Mariscal trabajó con su estudio en mejorarlo, adaptando su imagen a cualquier disciplina olímpica o campaña publicitaria. Cobi formó parte de la imagen corporativa de patrocinadores olímpicos como Coca-Cola, Brother Industries, Iberia y Danone, así como de campañas institucionales. Además se hizo una serie de televisión, The Cobi Troupe, que en España emitieron las televisiones autonómicas y que fue vendida en varios países. En 1990 uno de los personajes del universo Cobi, la niña sin brazos llamada Petra, fue mascota de los Juegos Paralímpicos.
Cobi terminó siendo un éxito comercial. El Comité Olímpico Internacional consideró a la mascota «la más rentable» en la historia olímpica hasta esa fecha. Gracias a este trabajo, Javier Mariscal pudo darse a conocer a nivel internacional.

## Recepción
Cobi fue una de las mascotas más aclamadas en un evento deportivo. A finales de 1991, el diario Avui hizo una encuesta sobre la aceptación de Cobi, en la que más del 63 % de la población catalana mostró su apoyo a la mascota olímpica, mientras que la cifra de rechazo se redujo al 22 %. Durante los Juegos, la mascota jugó un papel importante en las ceremonias de apertura y clausura, y al acabar el evento, la aceptación entre el público español fue del 81 %, según datos del Comité Organizador de las Olimpiadas de Barcelona.
Pese a su éxito, el diseño de Cobi también fue muy criticado por medios de comunicación y prensa, especialmente cuando se presentó al público. De acuerdo a una encuesta realizada en 1988, un año después de la presentación oficial, más de la mitad de la sociedad catalana no estaba de acuerdo con su elección, y un 39 % respondió que «no le gustaba nada» la creación de Mariscal. El COOB señaló que «sabíamos que era un diseño ganador, pero eran demasiadas las voces que dudaban de la aceptación de un proyecto rupturista y avanzado».

## The Cobi Troupe
The Cobi Troupe fue una serie de animación protagonizada por la mascota y sus amigos, una serie de personajes también creados por Mariscal: Petra (mascota paralímpica), Jordi, Lydia, Cachas, Nosi y el gato Bicho, junto a los personajes antagonistas del doctor Normal y su esbirro don Tamino. 
Tras la serie, se editó una adaptación de The Cobi Troupe en una colección de cómics.

## Estanque de Cobi

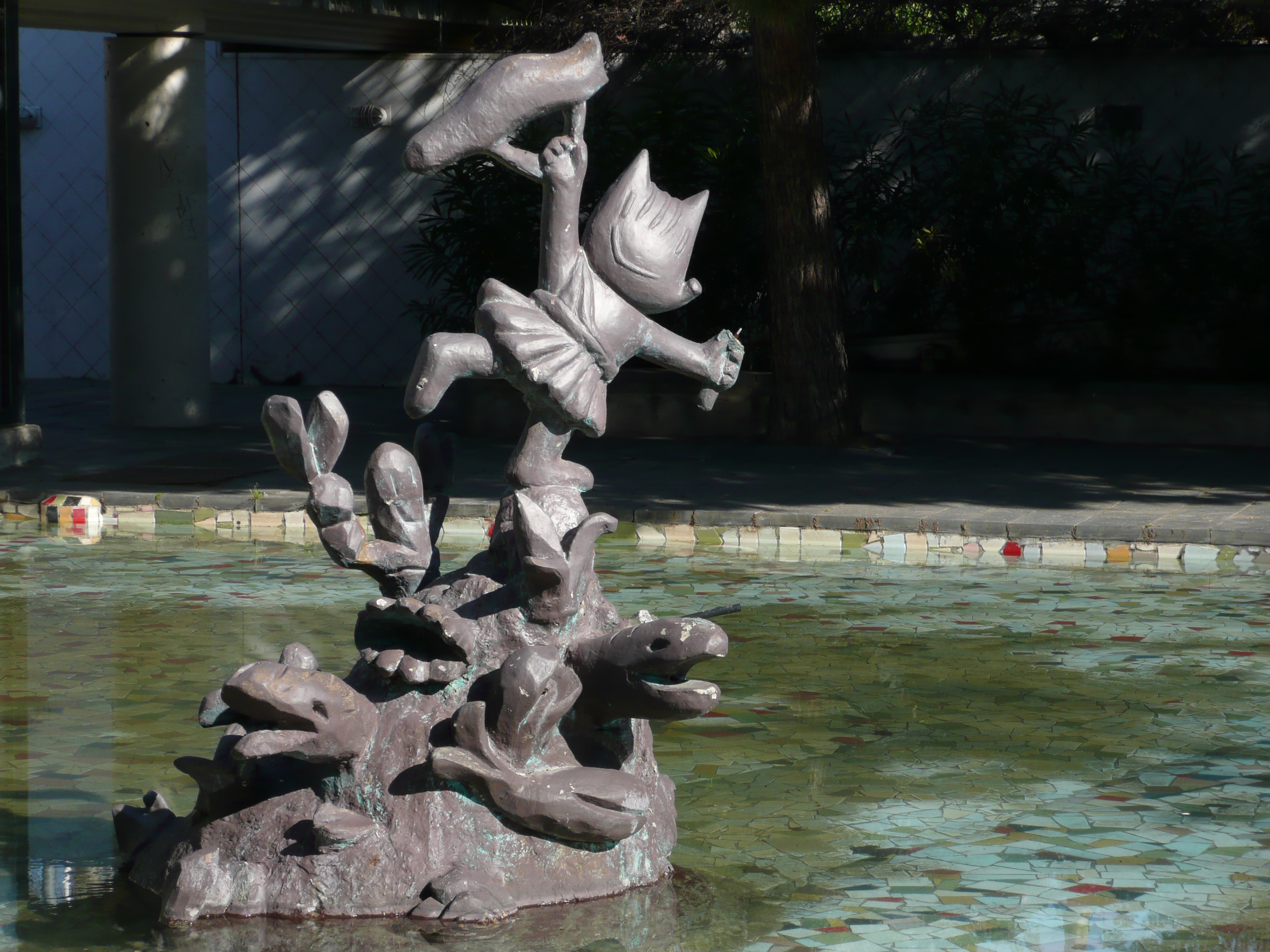
Escultura de Cobi en Barcelona.

Actualmente Barcelona exhibe una fuente de Cobi en el Parque de la Villa Olímpica, inaugurado el 11 de julio de 1992, dos semanas antes del inicio de los Juegos. En el centro de un estanque con fondo de trencadís se ubica la escultura de la mascota de resina bañada en bronce, obra del propio Mariscal. La idea original de diseñador valenciano, finalmente descartada, era que la figura se desplazara por el estanque mediante un sistema mecánico activado con el pago de monedas.